# 楡林道
楡林道（ゆりん-どう）は中華民国北京政府により設置された陝西省の道。

## 沿革
1913年（民国2年）3月、陝北道として成立、観察使は楡林県に置かれ、下部に楡林、神木、府谷、懐遠、葭県、膚施、安塞、甘泉、保安、安定、延長、延川、定辺、靖辺、綏徳、米脂、清澗、呉堡の18県を管轄した。1914年（民国3年）5月23日、漢中道と改称され、観察使も道尹と改められ、管轄県は楡林、神木、府谷、懐遠、葭県、膚施、安塞、甘泉、保安、安定、延長、延川、定辺、靖辺、綏徳、米脂、清澗、呉堡、鄜県、洛川、中部、宜君、宜川の23県となった。1926年（民国15年）11月に廃止されている。

## 行政区画
廃止直前の下部行政区画は下記の通り。（50音順）
- 安塞県
- 安定県
- 延川県
- 延長県
- 葭県
- 懐遠県
- 甘泉県
- 宜君県
- 宜川県
- 呉堡県
- 神木県
- 綏徳県
- 清澗県
- 靖辺県
- 中部県
- 定辺県
- 鄜県
- 府谷県
- 膚施県
- 米脂県
- 保安県
- 楡林県
- 洛川県